# Калви Ризорта
Калви Ризорта (итал. Calvi Risorta) је насеље у Италији у округу Казерта, региону Кампанија.
Према процени из 2011. у насељу је живело 5499 становника. Насеље се налази на надморској висини од 110 м.

## Становништво
| 1951. | 1961. | 1971. | 1981. | 1991. | 2001. | 2011. |
| ----- | ----- | ----- | ----- | ----- | ----- | ----- |
| 4.737 | 4.676 | 4.924 | 5.476 | 5.605 | 5.856 | 5.785 |